# William Broyles Jr.
William Dodson Broyles Jr. (Houston, 8 ottobre 1944) è uno sceneggiatore statunitense.

## Filmografia
- China Beach - serie TV
- Apollo 13, regia di Ron Howard (1995)
- Entrapment, regia di Jon Amiel (1999)
- Cast Away, regia di Robert Zemeckis (2000)
- Planet of the Apes - Il pianeta delle scimmie (Planet of the Apes), regia di Tim Burton (2001)
- L'amore infedele - Unfaithful (Unfaithful), regia di Adrian Lyne (2002)
- Polar Express (The Polar Express), regia di Robert Zemeckis (2004)
- Jarhead, regia di Sam Mendes (2005)
- Six – serie TV (2017-2018)